# Edgar Teixeira
Edgar Jesus Pereira Oliveira Teixeira (ur. 1 grudnia 1989 w Argoncilhe) – piłkarz z Makau portugalskiego pochodzenia występujący na pozycji pomocnika w klubie Benfica de Macau oraz w reprezentacji Makau. W swojej karierze grał także w takich klubach, jak Grijó, Lourosa oraz Fiães.